# Georg Heinrich Linck
Georg Heinrich Linck (auch Georg Heinrich Link; * 1. November 1692 in Altdorf bei Nürnberg; † 20. Mai 1739 ebenda) war ein deutscher Rechtswissenschaftler und Hochschullehrer.

## Leben
Linck war Sohn des Altdorfer Rechtsprofessors und Hofrats Heinrich Linck. Er erhielt zunächst Unterricht durch Hauslehrer, darunter der Nürnberger Rektor Gottfried Engelhart Geiger (1681–1748) oder den späteren Helmstedter Professor Erhard Reusch (1678–1740). 1708 wurde er an der Universität Altdorf immatrikuliert. Er absolvierte ein Studium der Philosophie, Geschichte und der Rechtswissenschaft und verteidigte erstmals 1709 eine Disputation. 1717 erlangte er den Grad eines Lic. iur. und 1718 wurde er zum Doktor beider Rechte promoviert.
Linck erhielt 1719 eine Stelle als außerordentlicher Professor der Institutionen an der Juristischen Fakultät, 1721 eine als ordentlicher Professor der Rechte. 1729 steig er zum Ordinarius Codicis et Juris Canonici auf und wurde als solcher Konsulent der Stadt Nürnberg. Er stand sechsmal seiner Fakultät als Dekan und zweimal der Universität als Rektor vor. Er war für seine Fleiß bekannt, den er insbesondere in der akademischen Lehre und Verwaltung sowie in seiner Tätigkeit als Konsulent an den Tag legte.
Linck war zweimal verheiratet. Aus diesen Ehen entsprangen zehn Kinder. Zeitlebens hatte er mit einer schwachen Gesundheit zu kämpfen. Er starb 1739 im Alter von 46 Jahren.

## Werke (Auswahl)
- De Oratione Concinna, Kohles, Altdorf 1709.
- De pactis vitiosis disputatio , Kohles, Altdorf 1717.
- Brevis tractatio de fatis iurisprudentiae Romanae, Kohles, Altdorf 1719.
- De iure aedificandi in suo = Von dem Recht auf dem Seinigen zu bauen, Kohles, Altdorf 1723.
- De iure, quo quis utitur in suo, Altdorf 1729.